# 荷西·馬力亞·西列斯
荷西·馬力亞·西列斯（José-Maria Siles，1951年11月2日－），為西班牙记者以及欧洲及国际问题专家。經歷巴黎、波恩、拉巴特、柏林、纽约及布鲁塞尔等地担任驻外记者。曾报道过2006年以黎衝突、最后一次黎巴嫩-以色列战争、海地人民起义及剛果民主共和國民主主义运动。现為布鲁塞尔独立信息网络经理、欧洲委员会对外发言人及欧洲小组與欧洲问题独立专家网的成员，巴塞罗那自治大学新闻信息科学专业研究生硕士。就读期间，制作了关于弗朗哥法案下的审查制度的纪录片。

## 記者經歷
西列斯的国际记者生涯开，始于「法国国际广播」新闻办公室，亦是西班牙报纸驻巴黎通讯员。1986年，被西班牙國營頻道（TVE）委任為驻德国总编辑。其报道了德国冷战期间最后兩年的情况。1989年11月9日夜晚，他是在查理检查站下报道拆除柏林圍牆經過的记者之一。
在東西德统一后，西列斯至拉巴特开设了西班牙电视台的办事处，报道北非洲上升中的极端伊斯兰教主义，以及西撒哈拉非殖民地化开始的进程。
作为一个战地记者，从1992年开始，他见证了戏剧性的萨拉热窝事件和代顿协议后城市的统一。随后，他跟随斯洛博丹·米洛塞維奇前往海牙，並关注了前南斯拉夫战犯法庭。
1994年，他被南方电视台、安达卢西亚（西班牙）公共广播公司指定为经理。在改组新闻处以后，远赴西班牙电视台美国分部，成為纽约和华盛顿的通讯员，為期兩年。
作为一名熟知欧洲问题的通讯员，他报到了欧洲的货币统一，欧盟扩大以及北大西洋公约组织新的军事行动。